# ستيف تيري
ستيف تيري (بالإنجليزية: Steve Terry)‏ (14 يونيو 1962 بإنجلترا في المملكة المتحدة - ) هو لاعب كرة قدم بريطاني في مركز الدفاع. لعب مع نادي إنفيلد ونادي نورثامبتون تاون ونادي واتفورد وهال سيتي وبيليريكاي تاون ووالتون وهرشام ‏.

## وصلات خارجية
- ستيف تيري على موقع قاعدة بيانات كرة القدم.إي يو (الإنجليزية)
- ستيف تيري على موقع عالم كرة القدم.نت (الإنجليزية)